# Partido Socialista Unitario (1949)
El Partido Socialista Unitario (en italiano: Partito Socialista Unitario, PSU) fue partido político italiano socialdemócrata, activo entre 1949 y 1951.

## Historia
Fue fundado tras el Congreso de Unificación Socialista de Florencia (4 al 8 de diciembre de 1949), en el que confluyeron tres corrientes del socialismo italiano:
- Unión de los Socialistas (UDS), fracción del Partido Socialista Italiano (PSI) encabezada por Ivan Matteo Lombardo.
- Movimiento Socialista Autonomista (MSA), fracción del PSI liderada por Giuseppe Romita.
- Unidad Socialista (US), corriente de izquierda del Partido Socialista de los Trabajadores Italianos (PSLI)

El 1 de mayo de 1951 el PSU y el PSLI se fusionaron en el Partido Socialista–Sección Italiana de la Internacional Socialista (PS–SIIS) que el 7 de enero de 1952 pasó a denominarse Partido Socialista Democrático Italiano (PSDI).